# Islote de Insua
Insua (en portugués: Ilha Ínsua), es un islote portugués que se encuentra en la desembocadura del río Miño, en la frontera norte entre España y Portugal, frente a la Playa Moledo, en el Concejo de Caminha, parte del Distrito de Viana do Castelo.
Es un islote de granito con una longitud aproximada de 400 metros de norte a sur, localizándose exactamente en el lado sur de la desembocadura del río Miño, cerca de 3,2 kilómetros al oeste-sudeste de Caminha y a 350 m de la costa frente a Mata do Camarido. Temporalmente, es posible caminar por una conexión entre la costa y la islote de Insua.
Insua ha estado repetidamente relacionada con la costa, datando de 1575 la primera conexión documentada, repitiéndose en 1582, 1629, 1708, 1895 y 1947.
Ocupando la mayor parte, está el Fuerte de Insua (Forte da Ínsua), ordenado por el IPPAR, como Monumento Nacional (MN). Dentro de la fortaleza, que tiene varias fuentes, hay un pozo de agua dulce.